# Lovro Baš
Lovro Baš slovenski pravnik, novinar in politik, * 3. avgust 1849, Spodnje Gorče, † 8. maj 1924, Celje.

## Življenje in delo
Po končani gimnaziji v Celju je študiral pravo v Gradcu in na Dunaju, bil notarski kandidat v Celju, Laškem, v Kozjem, notar v Ljutomeru in od 1881 v Celju, bil do 1923 predsednik notarske zbornice za Spodnjo Štajersko in član komisije za izpraševanje notarskih kandidatov, bil od 1881 tudi član ravnateljstva Celjske posojilnice in imel še nekatere druge funkcije v gospodarskih družbah. Bil je glavni urednik Domovine v Celju in dopisnik nekaterih drugih listov ter sourednik mariborskega lista Südsteirische Post. Njegovo politično delo je sovpadalo z obdobjem spodnještaještajerskih nacionalnih bojev, ki so bili v skladu s prizadevanji narodno-napredne stranke.